# Pokrzewka wąsata
Pokrzewka wąsata (Curruca cantillans) – gatunek małego wędrownego ptaka z rodziny pokrzewek (Sylviidae). Gniazduje w basenie Morza Śródziemnego, zimą wędruje do saharyjskiej części Afryki i częściowo Sahelu. Nie jest zagrożony wyginięciem.

## Systematyka
Po raz pierwszy gatunek opisał Peter Simon Pallas w 1764 na podstawie holotypu pochodzącego z Włoch. Nadał nowemu gatunkowi nazwę Motacilla (cantillans). Obecnie (2021) Międzynarodowy Komitet Ornitologiczny (IOC) umieszcza pokrzewkę wąsatą w rodzaju Curruca; inni, np. autorzy Handbook of the Birds of the World czy IUCN, nadal umieszczają ten gatunek w rodzaju Sylvia.
Takson ten został poddany w XXI wieku gruntownej rewizji taksonomicznej i podziałowi. W starszym ujęciu systematycznym do C. cantillans zaliczano cztery podgatunki, obecnie (2021) już tylko dwa. Najpierw, w oparciu o prace z 2008 i 2013 roku, z pokrzewki wąsatej wydzielono pokrzewkę różowobrzuchą (C. subalpina); wcześniej używana wobec tego taksonu nazwa moltonii okazała się młodszym synonimem. Jednocześnie, w 2013 roku został opisany podgatunek C. c. iberiae. W 2020 roku wraz z populacją z północno-zachodniej Afryki, opisywaną wcześniej jako C. c. inornata, podniesiono ten takson do rangi gatunku, a nowo wyróżniony gatunek nazwano C. iberiae (pokrzewka iberyjska), gdyż dowiedziono, że nazwa inornata jest synonimem innego gatunku – C. subalpina.

## Podgatunki i zasięg występowania
IOC wyróżnia obecnie dwa podgatunki C. cantillans:
- C. c. cantillans – centralne i południowe Włochy oraz Sycylia
- C. c. albistriata – północno-wschodnie Włochy przez południowo-wschodnią Europę do zachodniej Turcji

Do Polski pokrzewka wąsata zalatuje sporadycznie – do końca 2018 odnotowana była 7 razy (obserwowano łącznie 8 osobników).

## Morfologia
Długość ciała wynosi około 12 cm, masa ciała 7–16,1 g. Najbliższe wyglądem pokrzewki wąsate są cierniówce, jednak samce w szacie godowej są niemożliwe do pomylenia z innymi pokrzewkami. Wyróżniają się ceglastordzawym gardłem i piersią, niebieskawoszarym wierzchem ciała, białym wąsem, czerwoną obrączką oczną, białym spodem ciała i rdzawym nalotem na piersi oraz szarym wierzchem ciała.

## Ekologia i zachowanie
Pokrzewki wąsate gniazdują w zwartych, ciernistych krzewach i makii, niekiedy siedliska porośnięte tylko pojedynczymi krzewami. Poza sezonem lęgowym zamieszkują różnorodne siedliska, od występujących na półpustyniach suchych, ciernistych krzewów przez sawannę po lasy namorzynowe. Makia, w której pojawiają się pokrzewki wąsate, może być podzielona na dwa typy: pierwszy porośnięty jest z rzadka drzewami, takimi jak dęby ostrolistne (Quercus ilex), w drugim przeważają chruściny (Arbutus) i wrzośce (Erica). Często spotykane są również w młodych lasach dębów korkowych (Quercus suber). Podczas sezonu lęgowego pokrzewki wąsate żywią się głównie owadami, poza sezonem lęgowym trzon diety stanowią owoce.

### Lęgi

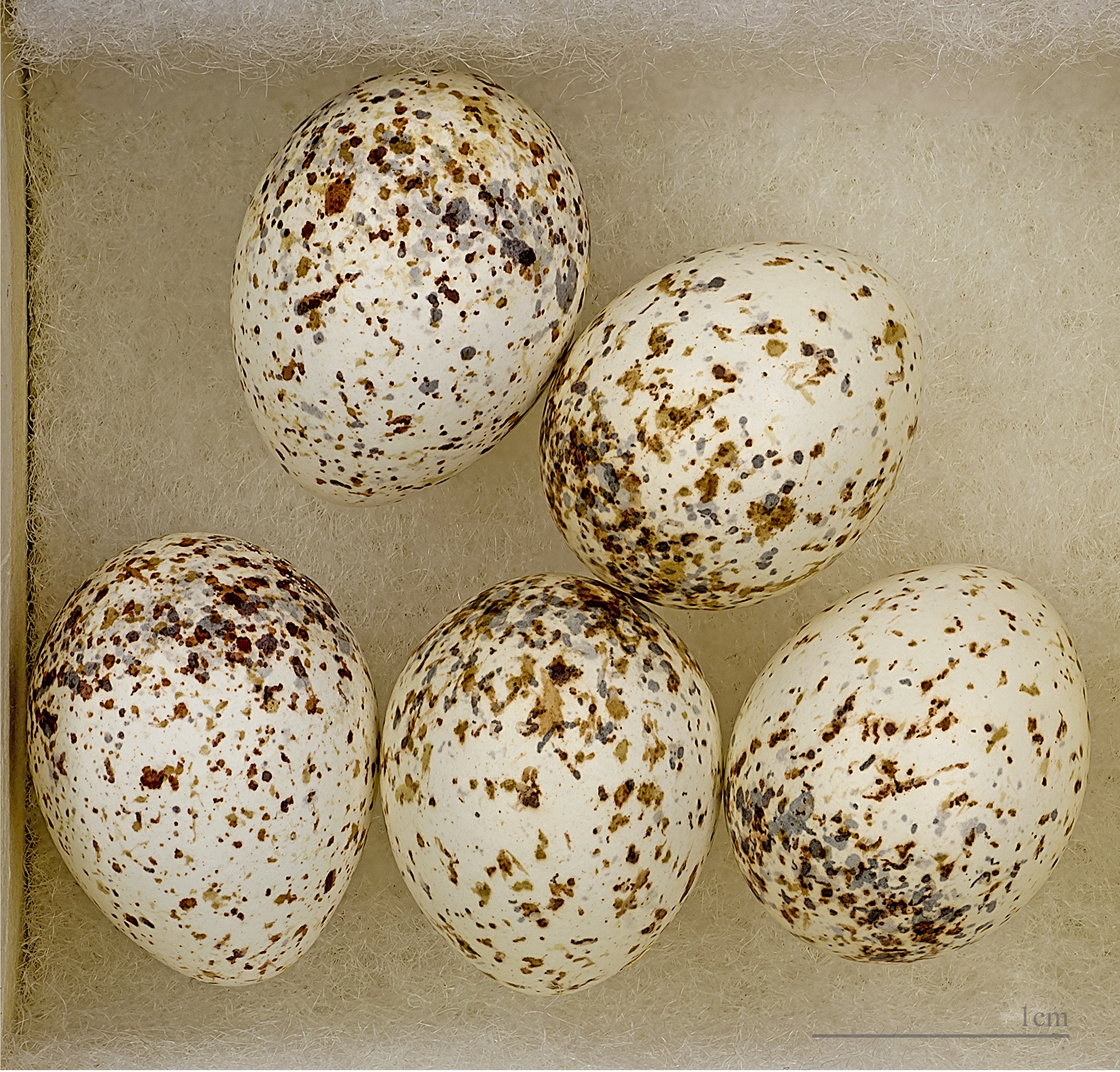
Jaja

Okres lęgowy trwa od końca marca do końca czerwca. Po przylocie na tereny lęgowe samiec buduje gniazda-wabiki. Po przybyciu samicy oba ptaki z pary budują właściwe gniazdo, które ma formę głębokiego, grubego kubeczka z traw, cienkich korzonków i liści; wyściółkę stanowią delikatniejsze trawy, korzonki i włosy. Umiejscowione może być pod niskim krzewem lub na niewielkim drzewie, na wysokości 0,3–1,3 m nad ziemią. W zniesieniu 3–5 jaj.

## Status i ochrona
IUCN uznaje pokrzewkę wąsatą za gatunek najmniejszej troski (LC, Least Concern). BirdLife International uznaje trend globalny populacji za wzrostowy, europejski – za umiarkowanie wzrostowy. Obie te instytucje na razie nie zaakceptowały w pełni podziału taksonomicznego tego taksonu i choć w 2016 roku wydzieliły do osobnego gatunku pokrzewkę różowobrzuchą, nadal jednak wliczają do niego pokrzewkę iberyjską.
Na terenie Polski gatunek ten jest objęty ścisłą ochroną gatunkową.